# 발레코르사
발레코르사(이탈리아어: Vallecorsa)는 이탈리아 라치오주 프로시노네도에 위치한 코무네다. 로마로부터 남동쪽 90km, 프로시노네로부터 남쪽 20km 거리에 있다.